# Liste der geschützten Landschaftsbestandteile im Wartburgkreis
Im Wartburgkreis gab es im Juni 2024 insgesamt 3 ausgewiesene geschützte Landschaftsbestandteile.

## Geschützte Landschaftsbestandteile
| Jauchzenthal                                   | BW | WAK0085 | Bad Salzungen | ⊙ | 3,2  | 20. Nov. 2008 |
| Kalkmagerrasen Ziegental                       | BW | WAK0080 | Treffurt      | ⊙ | 21,2 | 14. Okt. 2004 |
| Röderberg                                      | BW | WAK0084 | Bad Salzungen | ⊙ | 10,2 | 27. Nov. 2007 |
| Legende für Geschützter Landschaftsbestandteil |    |         |               |   |      |               |